# 후타미정 (에히메현)
후타미정(双海町)은 에히메현 주요지방에 있던 정이다. 2005년 4월 1일 구 이요시와, 나카야마정과 대등합병해 새롭게 이요시의 일부가 되었다.
세토 내해 중에서는 섬이 적은 이요나다에 접해, 서쪽이 트여 있어 「조용한 석양이 머무는 마을」이라고 하는 캐치프레이즈로 독자적인 시점에서 마을을 열어왔다.

## 지리
에히메현 중앙의 주요지역의 가장 서쪽에 위치하고 있으며 이요시,나카야마정, 나가하마정, 우치코정 등을 접하고 있다. 또한 중앙 구조선에 해당하는 지형이다.

## 역사
- 1896년 12월 15일 - 정촌제 시행에 의해 가미나다촌, 시모나다촌이 성립하였다.
- 1921년 9월 3일 - 가미나다촌이 정으로 승격해 가미나다정이 되었다.
- 1955년 3월 31일 - 가미나다정, 가미나다촌이 합병에 의해 후타미정이 되었다.
당시 인구는 10,959명이였고, 1,957호였다
- 2005년 4월 1일 - 나카야마정과 합병해 새롭게 이요시가 되었다.

## 교통

### 철도
- 시코쿠 여객철도 요산선

### 도로
- 국도 378호선